# Milton Gonçalves
Milton Gonçalves (ur. 9 grudnia 1933 w Monte Santo de Minas, zm. 30 maja 2022 w Rio de Janeiro) – brazylijski aktor, reżyser, piosenkarz, aktor głosowy i producent.

## Życiorys
W młodym wieku przeniósł się z rodziną do São Paulo, gdzie pracował jako uczeń szewca i krawca. Po obejrzeniu sztuki A Mão do Macaco, wstąpił do amatorskiego klubu teatralnego, z którego przeniósł się do grupy zawodowej. W 1957 wystąpił w sztuce Johna Steinbecka Myszy i ludzie. Rok później zadebiutował na ekranie jako Paulo A. Lazzarin w dramacie Wielka chwila (O Grande Momento, 1958).
Był jednym z najbardziej znanych brazylijskich aktorów. Dwukrotnie współpracował z uznanym reżyserem Héctorem Babenco. Jedną z godnych uwagi ról Gonçalvesa był występ obok Williama Hurta i Raula Julii jako szef policji w Pocałunku kobiety pająka (1985).
Grał w wielu telenowelach, w tym A Cabana do Pai Tomás, Irmãos Coragem, O Bem-Amado, Pecado Capital, Baila Comigo, Partido Alto, Mandala, Felicidade, A Favorita i Lado a Lado.
W telewizji, poza licznymi rolami aktorskimi, wyreżyserował telenowele, które odniosły międzynarodowy sukces, takie jak  Rede Globo Niewolnica Isaura (Escrava Isaura, 1976) na podstawie scenariusza opartego na powieści Bernardo Guimarãesa Escrava Isaura.
Gonçalves wyreżyserował cztery sztuki, z których jedną wystawił Teatro Experimental do Negro. O tym zaangażowaniu mówił: „Tam nauczyłem się wszystkiego, co wiem o teatrze. To było fundamentalne dla mojego rozumienia świata”.
Działacz Ruchu Czarnych; próbował kariery politycznej w latach 90. jako kandydat na gubernatora stanu Rio de Janeiro.
W 1966 ożenił się z Odą (zm. 2013), z którą miał syna Maurício Gonçalves oraz dwie córki – Catarinę i Aldę.
Zmarł 30 maja 2022 w swoim domu w Rio de Janeiro w wyniku problemów, z jakimi borykał się od 2020, kiedy doznał udaru mózgu.